# Igrzyska śmierci: Kosogłos. Część 2
Igrzyska śmierci: Kosogłos. Część 2 (ang. The Hunger Games: Mockingjay Part 2) – amerykański film akcji science-fiction w reżyserii Francisa Lawrence’a, na podstawie powieści Suzanne Collins pt.: Kosogłos (trzeciego tomu sagi Igrzyska śmierci).
Film kręcony był jednocześnie z częścią pierwszą, okres zdjęciowy trwał 155 dni. Jedynie scena epilogu została dokręcona w późniejszym czasie. Światowa premiera filmu odbyła się 4 listopada 2015 roku w Berlinie.
Film był ostatnim obrazem Philipa Seymoura Hoffmana. Jego śmierć przed końcem zdjęć wymusiła na twórcach wprowadzenie do zakończenia zmian w stosunku do książkowego pierwowzoru.

## Fabuła
Film stanowi bezpośrednią kontynuację wydarzeń ukazanych w Kosogłosie. Części 1. Katniss Everdeen przebywa w szykującym się do ostatecznego starcia z Kapitolem Dystrykcie 13. Zgodnie z oczekiwaniami dowodzącej rebeliantami prezydent Almy Coin pełni rolę medialnej twarzy rewolucji, występując w filmach propagandowych. Nie godząc się jednak z narzuconą rolą przejmuje dowodzenie nad oddziałem 451, w skład którego wchodzą również m.in. Gale, Finnick i odbity z niewoli Peeta, postanawiając samodzielnie wymierzyć sprawiedliwość prezydentowi Snowowi.

## Obsada
Źródło: Filmweb
- Jennifer Lawrence – Katniss Everdeen
- Josh Hutcherson – Peeta Mellark
- Liam Hemsworth – Gale Hawthorne
- Woody Harrelson – Haymitch Abernathy
- Donald Sutherland – prezydent Snow
- Philip Seymour Hoffman – Plutarch Heavensbee
- Julianne Moore – prezydent Alma Coin
- Willow Shields – Primrose Everdeen
- Sam Claflin – Finnick Odair
- Elizabeth Banks – Effie Trinket
- Mahershala Ali – Boggs
- Jena Malone – Johanna Mason
- Jeffrey Wright – Beetee Latier
- Stanley Tucci – Caesar Flickerman
- Natalie Dormer – Cressida
- Evan Ross – Messalla
- Elden Henson – Pollux
- Wes Chatham – Castor
- Eugenie Bondurant – Tigris
- Paula Malcomson – matka Katniss
- Stef Dawson – Annie Cresta
- Michelle Forbes – porucznik Jackson

W scenie epilogu dzieci Katniss zagrali bratankowie Jennifer Lawrence.